# Ordine di Skanderbeg
L'Ordine di Skanderbeg (Urdhëri i Skënderbeut in albanese) è un ordine equestre albanese.

## Storia

L'aquila bicefala e l'elmo di Skanderbeg sullo stemma nazionale d'Albania

L'Ordine fu fondato nel 1925 dall'allora presidente dell'Albania Ahmed Bey Zogu (il quale si autoproclamerà Re degli Albanesi il 1º settembre 1928, assumendo il nome di Zog I di Albania). L'Ordine è dedicato all'eroe nazionale albanese Giorgio Castriota Scanderbeg (1414-1468), il quale liberò il proprio paese dalla dominazione turca. All'epoca della fondazione, l'ordine presentava quattro classi: Cavaliere di Gran Croce, Grande Ufficiale, Commendatore e Cavaliere.
Nel 1939 l'Italia di Mussolini attacca e conquista il Regno d'Albania, inglobandolo nell'Impero italiano. Nel 1940 l'ordine viene modificato e viene aggiunta una quinta classe: Ufficiale.
Dal 1946, alla fine della Seconda guerra mondiale, al 1990, l'Albania diventa uno stato nazional-comunista estremamente isolazionista, stalinista e anti-revisionista, guidata dal dittatore Enver Hoxha, dal 1946 al 1985, e da Ramiz Alia, fino al 1992. L'Ordine cambia totalmente, diventando di sole tre classi ed assumendo l'aspetto delle classiche stelle degli ordini cavallereschi sovietici.
Dopo la caduta del regime comunista, l'Albania ha creato un nuovo Ordine di Skanderbeg che viene tuttora conferito.

## Insegne

### Regno d'Albania
- Cavaliere: la medaglia è raffigurata da un'aquila bicefala albanese, dorata e smaltata di rosso, con un disco centrale dorato. Il centro del disco è smaltato di blu e caricato dall'elmo dorato di Scanderbeg, e circondato da una ghirlanda di foglie smaltate di verde. La medaglia è appesa ad un nastrino, e posta sulla parte sinistra del petto.
- Commendatore: la medaglia presenta le stesse caratteristiche di quella da Cavaliere, eccetto la presenza di una stella dorata tra le due teste dell'aquila. La medaglia è appesa ad un nastro e si porta al collo.
- Grande Ufficiale: la medaglia viene portata ad un nastro, al collo, e presenta le stesse caratteristiche della medaglia da Commendatore. Oltre alla medaglia è presente anche una placca formata da una stella bianca caricata su una ghirlanda caricata da foglie smaltate di verde. Al centro della ghirlanda vi sono due scimitarre incrociate. La stella presenta un disco centrale dorato, raffigurante un'aquila bicefala. La placca è sormontata dall'elmo di Scanderbeg dorato, con quattro bandiere laterali.
- Cavaliere di Gran Croce: la medaglia è appesa ad una fascia a tracolla, da destra a sinistra. Oltre alla fascia è presente una placca-stella a otto punte caricata, al centro, da un disco che presenta le stesse caratteristiche del disco centrale della medaglia.[1]

### Regno italiano d'Albania
- Cavaliere: la medaglia è raffigurata da un'aquila bicefala albanese, dorata e smaltata di rosso, con un disco centrale dorato. Il centro del disco è smaltato di blu e caricato dall'elmo dorato di Scanderbeg, ruotato orizzontalmente rispetto alle insegne del Regno d'Albania, e circondato da un cerchio smaltato di verde e caricato da una corona di nodi sabaudi. La medaglia è appesa ad un nastrino, e posta sulla parte sinistra del petto.
- Ufficiale: la medaglia è la stessa di quella da Cavaliere. Oltre alla medaglia è presente anche una placca formata da una stella bianca caricata su una ghirlanda smaltata di verde e caricata da nodi sabaudi, dalle lettere FERT e da due littori incrociati, alla base del cerchio. Al centro della ghirlanda vi sono due scimitarre incrociate La stella presenta un disco centrale raffigurante un'aquila bicefala. La placca è sormontata dall'elmo di Scanderbeg, ruotato orizzontalmente rispetto all'insegna del Regno d'Albania, e presenta quattro bandiere laterali.
- Commendatore: la medaglia presenta le stesse caratteristiche di quella da Cavaliere, eccetto la presenza di una stella dorata tra le due teste dell'aquila. La medaglia è appesa ad un nastro e si porta al collo.
- Grande Ufficiale: la medaglia viene portata ad un nastro, al collo, e presenta le stesse caratteristiche della medaglia da Commendatore. Oltre alla commenda è presente anche la placca usata dalla classe da Ufficiale
- Cavaliere di Gran Croce: la medaglia è appesa ad una fascia a tracolla, da destra a sinistra. Oltre alla fascia è presente una placca-stella a otto punte caricata, al centro, da un disco che presenta le stesse caratteristiche del disco centrale della medaglia.[2]

|           |           |              |                 |            |
| Nastri    |           |              |                 |            |
| Cavaliere | Ufficiale | Commendatore | Grand'Ufficiale | Gran Croce |

### Repubblica albanese
- Terza Classe: la placca è composta da due stelle a cinque punte caricate l'una sull'altra, formando una stella a dieci punte. Sulla placca-stella è caricata una stella con, al centro, un disco raffigurante il profilo di Scanderbeg. La stella con disco presenta una corona di foglie che sbuca tra le cinque punte. L'intera placca è argentata.
- Seconda Classe: la placca presenta le stesse sembianze della placca della Terza Classe, con la differenza che, la stella centrale è smaltata di rosso cupo, la corona di foglie, che sbuca tra le cinque punte della stella, è dorata.
- Prima Classe: la placca presenta le stesse caratteristiche della placca della Terza Classe, con la differenza che è totalmente dorata, eccetto il disco centrale, raffigurante Scanderbeg, argentato.[3]